# Aston Martin Virage
Aston Martin Virage est un nom que partagent deux modèles de voitures du constructeur britannique Aston Martin : la V8, sortie en 1988 et la V12 sortie en 2011.